# 沃羅布伊夫卡 (多布羅韋利奇基夫卡區)
48°17′38″N 31°12′28″E / 48.29389°N 31.20778°E
沃羅布伊夫卡（烏克蘭語：Вороб'ївка），是烏克蘭中部的村莊，隸屬基洛夫格勒州的新烏克蘭卡區。該村面積1.02平方公里，海拔高度176米，2001年人口161，人口密度每平方公里157.8人。